# Challenge européen 2002-2003
Navigation
Bouclier européen 2001-02 Challenge européen 2003-04
Le Challenge européen est une compétition européenne annuelle de rugby à XV dont l'édition 2002-03 réunit deux clubs espagnols, un irlandais, huit italiens, un écossais, quatre gallois, cinq anglais, un roumains et neuf français.
Les formations s'affrontent en matchs aller-retour sauf pour la finale.

## Seizièmes de finale
| Match | Pays | Club                   | Aller   | Total    | Retour  | Club                | Pays              |
| ----- | ---- | ---------------------- | ------- | -------- | ------- | ------------------- | ----------------- |
| 1     |      | GRAN Parma             | 03 - 40 | 22 - 97  | 19 - 57 | Bath Rugby          |                   |
| 2     |      | Ebbw Vale RFC          | 20 - 16 | 36 - 45  | 16 - 29 | US Montauban        |                   |
| 3     |      | Caerphilly RFC         | 20 - 73 | 47 - 104 | 27 - 31 | Harlequins          |                   |
| 4     |      | Dinamo Bucarest        | 11 - 87 | 11 - 238 | 0 - 151 | Saracens            |                   |
| 5     |      | Rugby Rome             | 18 - 60 | 26 - 143 | 08 - 83 | Pontypridd RFC      |                   |
| 6     |      | Benetton Trévise       | 22 - 90 | 55 - 26  | 33 - 17 | Castres olympique   |                   |
| 7     |      | L'Aquila Rugby         | 14 - 58 | 19 - 133 | 05 - 75 | US Colomiers        |                   |
| 8     |      | Petrarca Rugby         | 23 - 29 | 33 - 81  | 13 - 52 | Leeds Tykes         |                   |
| 9     |      | UC Madrid              | 22 - 73 | 37 - 150 | 15 - 77 | The Borders         |                   |
| 10    |      | La Moraleja Alcobendas | 31 - 37 | 46 - 70  | 15 - 33 | CA Bègles-Bordeaux  |                   |
| 11    |      | Rugby Parme            | 24 - 40 | 24 - 82  | 00 - 42 | London Wasps        |                   |
| 12    |      | FC Grenoble            | 12 - 19 | 29 - 52  | 17 - 33 | Newcastle Falcons   |                   |
| 13    |      | Stade montois          | 12 - 26 | 41 - 73  | 29 - 47 | Connacht Rugby      | Drapeau : Irlande |
| 14    |      | Section paloise        | 18 - 60 | 27 - 33  | 09 - 27 | Bridgend RFC        |                   |
| 15    |      | Rugby Rovigo           | 06 - 64 | 26 - 145 | 20 - 81 | Stade français CASG |                   |
| 16    |      | Rugby Silea            | 23 - 34 | 37 - 75  | 14 - 41 | RC Narbonne         |                   |

## Huitièmes de finale
| Match | Pays | Club             | Aller   | Total   | Retour  | Club                | Pays              |
| ----- | ---- | ---------------- | ------- | ------- | ------- | ------------------- | ----------------- |
| 1     |      | Bridgend RFC     | 28 - 26 | 38 - 64 | 10 - 38 | Bath Rugby          |                   |
| 2     |      | Benetton Trévise | 27 - 8  | 32 - 43 | 05 - 35 | Newcastle Falcons   |                   |
| 3     |      | Harlequins       | 00 - 26 | 12 - 55 | 12 - 29 | Stade français CASG |                   |
| 4     |      | Pontypridd RFC   | 37 - 23 | 56 - 42 | 19 - 19 | Leeds Tykes         |                   |
| 5     |      | US Montauban     | 19 - 16 | 31 - 22 | 12 - 6  | The Borders         |                   |
| 6     |      | RC Narbonne      | 42 - 27 | 49 - 50 | 07 - 23 | Connacht Rugby      | Drapeau : Irlande |
| 7     |      | London Wasps     | 43 - 6  | 72 - 29 | 29 - 23 | CA Bègles-Bordeaux  |                   |
| 8     |      | Saracens         | 16 - 6  | 46 - 25 | 30 - 19 | US Colomiers        |                   |

## Quarts de finale
| Match | Pays              | Club           | Aller   | Total   | Retour  | Club                | Pays |
| ----- | ----------------- | -------------- | ------- | ------- | ------- | ------------------- | ---- |
| 1     | Drapeau : Irlande | Connacht Rugby | 30 - 35 | 39 - 47 | 09 - 12 | Pontypridd RFC      |      |
| 2     |                   | US Montauban   | 27 - 24 | 45 - 48 | 18 - 24 | Bath Rugby          |      |
| 3     |                   | London Wasps   | 35 - 22 | 62 - 34 | 27 - 12 | Stade français CASG |      |
| 4     |                   | Saracens       | 31 - 10 | 60 - 41 | 29 - 31 | Newcastle Falcons   |      |

## Demi-finales
| Match | Pays | Club         | Aller   | Total   | Retour  | Club           | Pays |
| ----- | ---- | ------------ | ------- | ------- | ------- | -------------- | ---- |
| 1     |      | London Wasps | 34 - 19 | 61 - 36 | 27 - 17 | Pontypridd RFC |      |
| 2     |      | Saracens     | 38 - 30 | 57 - 57 | 19 - 27 | Bath Rugby     |      |

Bath qualifié pour avoir marqué plus de points à l'extérieur.

## Finale
La finale s'est jouée au Madejski Stadium (18 074 places). Elle voit les London Wasps l'emporter sur Bath sur le score de 48 à 30.
| 25 mai 2003 | Angleterre | Bath Rugby | 30 - 48 | London Wasps | Angleterre |